# Stenostygnoides
Stenostygnoides is een geslacht van hooiwagens uit de familie Stygnidae.
De wetenschappelijke naam Stenostygnoides is voor het eerst geldig gepubliceerd door Roewer in 1913. 

## Soorten
Stenostygnoides is monotypisch en omvat slechts de volgende soort:
- Stenostygnoides cosmetitarsus